# Thomas Grundberg
Thomas Michael Grundberg, född 5 juni 1953, död 25 januari 2023 i Lund, var en svensk översättare.
Thomas Grundberg översatte från engelska, danska, tyska och norska och använde i något fall pseudonymen Michael G. Thomas. 
Mest lästa är förmodligen hans översättningar av Jeff Kinneys bokserie Dagbok för alla mina fans.
Han blev ordförande i Skånes Författarsällskap 2012. 
Grundberg var en av initiativtagarna till tidskriften Med andra ord och var dess första redaktör under åren 1993–2000.

## Översättningar (urval)
- Nora von Reiswitz: Finland (Finnland) (Bokorama, 1988)
- Patricia Benner: Från novis till expert: mästerskap och talang i omvårdnadsarbetet (From novice to expert) (Studentlitteratur, 1993)
- Willy Puchner: Pingvinernas längtan: en resa jorden runt (Die Sehnsucht der Pinguine) (Könemann, 1999)
- Tom Holland: Rubicon: den romerska republikens uppgång och fall (Rubicon) (översatt tillsammans med Stefan Lindgren, Leopard, 2004)
- Eirik Newth: Liv i universum (Liv i universet) (Alfabeta, 2005)
- Ina Bruhn: En annan bror (Den anden bror) (Natur och kultur, 2005)
- Marina Lewycka: En kort berättelse om traktorer på ukrainska (A short history of tractors in Ukrainian) (Prisma, 2006)
- Loretta Napoleoni: Skurkkapitalismen (Rogue economics) (Leopard, 2009)
- Masha Gessen: Ord kan krossa betong: berättelsen om Pussy Riot (Words will break cement) (översatt tillsammans med Nille Lindgren, Bromberg, 2014)
- Scott Stossel: Generation ångest: min jakt på sinnesro (My age of anxiety: fear, hope, dread, and the search for peace of mind) (Bromberg, 2015)
- Astrid Lindgren och Louise Hartung: Jag har också levat!: en brevväxling mellan Astrid Lindgren och Louise Hartung (Salikon, 2016)